# 紙皿

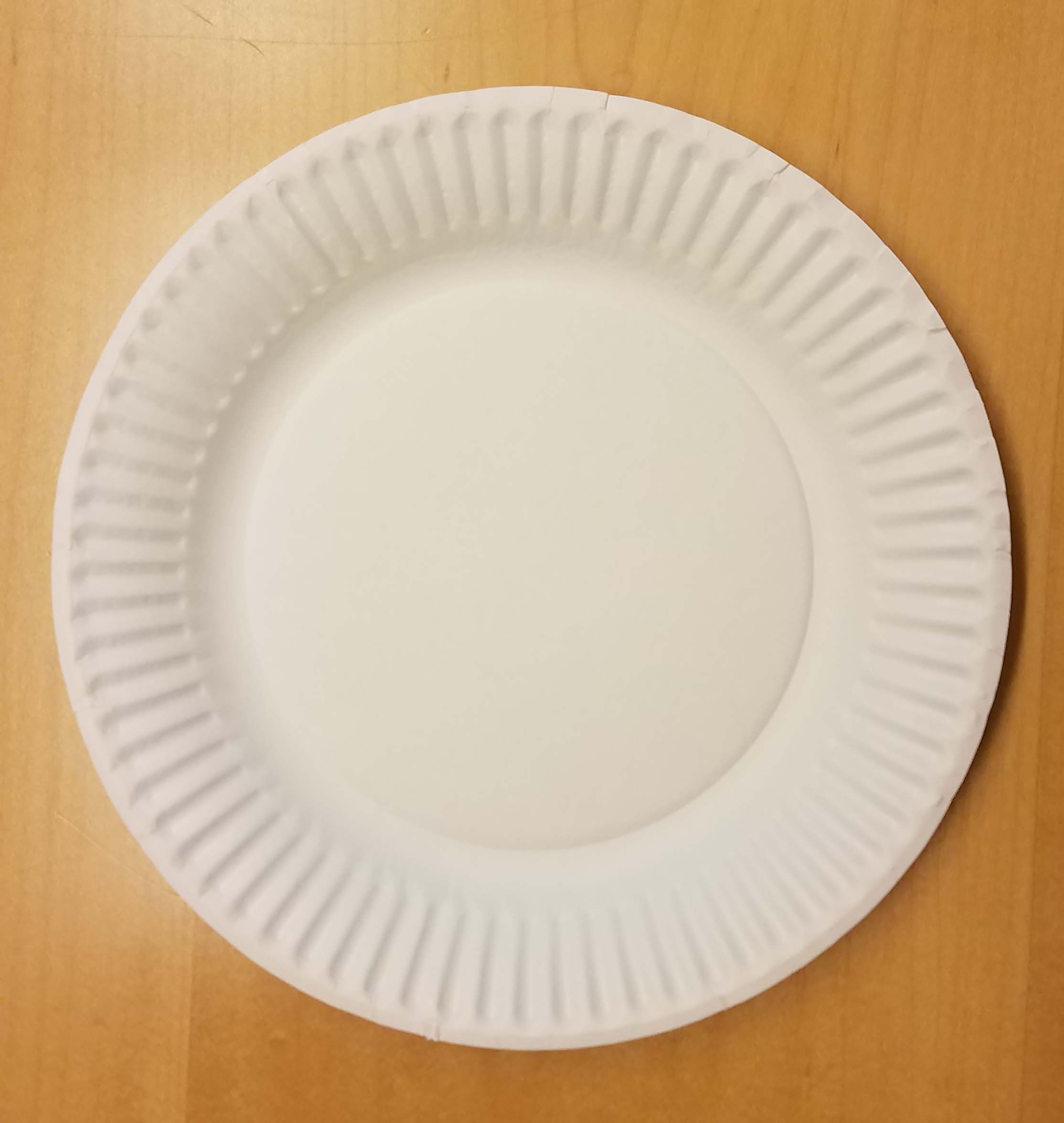
紙皿

紙皿（かみざら）とは、紙で出来た皿などの食器。環境への配慮から葦やバガスなどの非木材紙を原料とする紙皿もある。用途に応じてグラタン皿やカレー皿のような所定の料理を盛り付けるための製品も見られる。

## 概要

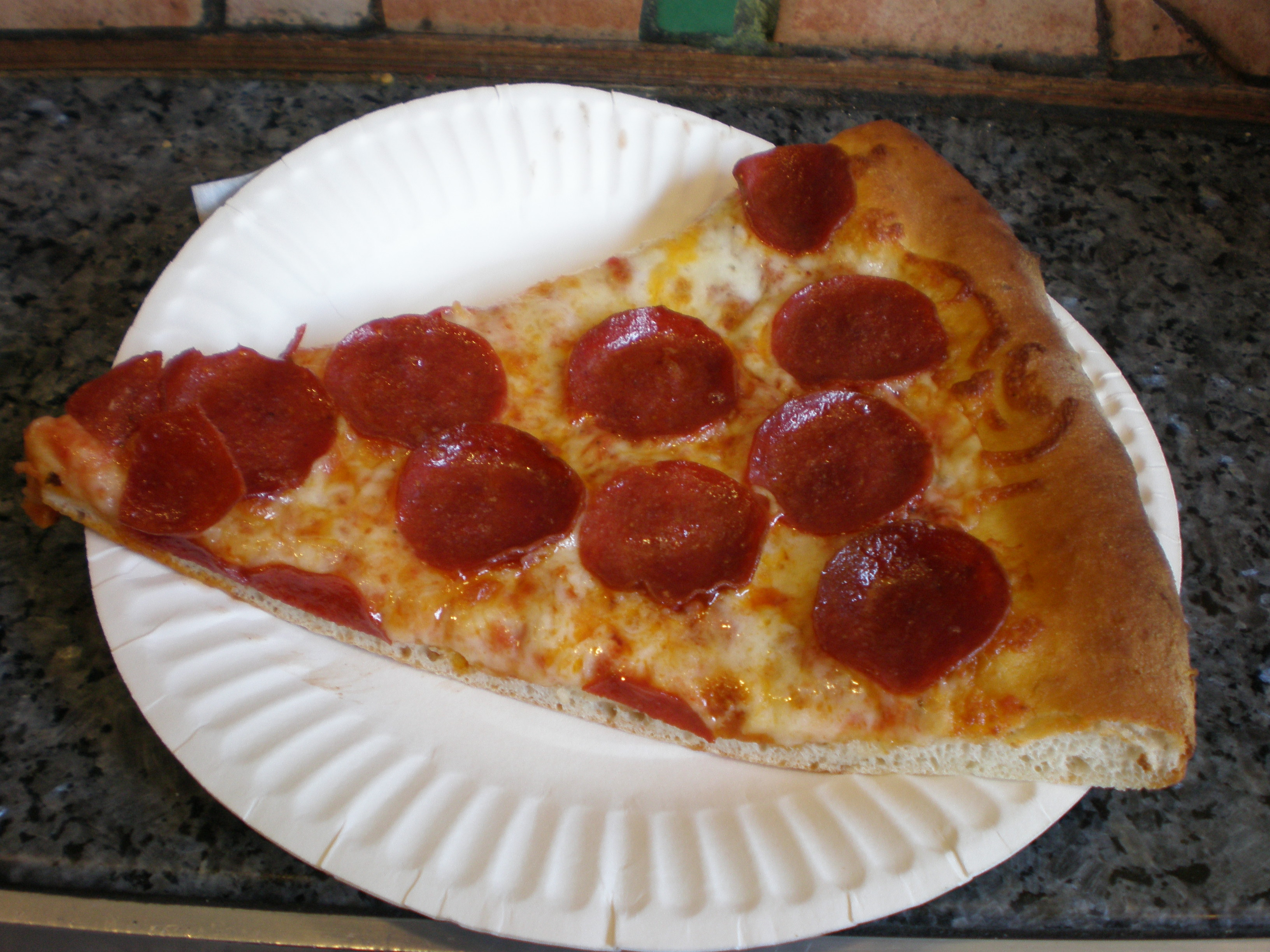
ピザを載せた紙皿

紙皿は、板紙や厚紙などの紙を原料とする食器であるが、一般に流通しているこれら厚手の紙をプレス加工などで成形して大量生産されているものでは、使い捨てを前提とする。このようなことから、ピクニックのような行楽、食品売場などでの試食、災害において断水などの諸事情で食器を洗えない環境において衛生的に食事をとるためなど幅広く利用されている。
汁物を入れるための深みのある紙皿はペーパーボウルとも呼ばれる。なお、紙製の食器としては紙皿のほかに紙コップがある。
その一方で、漆器の一部には和紙を張り合わせて形を作り、これに漆（塗料）を重ね塗って軽量な器とする技法もあり、この技法は紙製の食器にも使われるが、それら紙製漆器は使い捨てを前提としない。
これらは使い捨ての製品であっても、一定の耐水性を持たせてあり、水気を含んだ食品を載せても漏らないようになっている。ただし紙コップでは表面にポリプロピレンなどの合成樹脂製フィルムをコーティングしてある製品が主流であるのに対して、紙皿では紙そのものに難水溶性を持たせるため紙繊維を固める接着剤を利用している製品が主流である。ただしどちらも耐水性には一定の限界があり、紙パックのような飲料などの輸送・流通コンテナとしての容器に比べると、長時間水気を含んだ食品や液体を入れっぱなしにしておくことには向かない。あくまでも一時的に食品を載せておくための食器である。

## 使い捨て食器として
こと使い捨て食器・容器としては安価であるため、発泡スチロール（ポリスチレンペーパー：PSP）製の使い捨て食器と並んで広く利用されており、特にPSP製食器が環境中に放置されたり焼却処分される場合では環境負荷の高さが懸念されるのに対し、紙皿では「燃えるごみ」（生ごみ）一般と同じ扱いで廃棄できる点で有利とみなされる。逆に耐水性ではPSP製使い捨て食器に軍配が上がる。ただし双方とも環境中に放置されれば、環境の美観を損ねる、ごみ問題を生むなどの問題を含むのは同じである。紙製品一般ではリサイクル手法がその各々に発達しているのに対して、紙皿では廃棄に際して食品の残りかすや付着した調味料などを取り除いてまでしてリサイクルする業態が確立されておらず、主に焼却炉で焼却処分される。
基本的に使用後は焼却処分される物品であるため、その原料を環境に配慮して再生紙に求める傾向が見られる。ただ再生紙ですべて作ると色調の面で衛生的と見えない（古紙全般を原料とすると灰色に濁ってしまう）ことにも絡み、表面は白い再生紙ではないパルプ原料の紙が貼り付けられたもの（白ボールなど）が利用される。その一方で、サトウキビやトウモロコシなど食品用農作物の食品廃材を原料とする非木材紙の利用も見られ、これら非木材紙（例えばサトウキビ絞りかすは「バガス」と呼ばれる）では繊維の質から厚手の板紙をそのまま圧搾成形した製品もエコロジー的な側面を謳い文句として、かつ紙皿一般よりも厚手な素材を使うことからプレスによって成形しやすく、深皿やボウルないし丼のような皿以外の食器もみられる。

## 食事以外の利用の形態

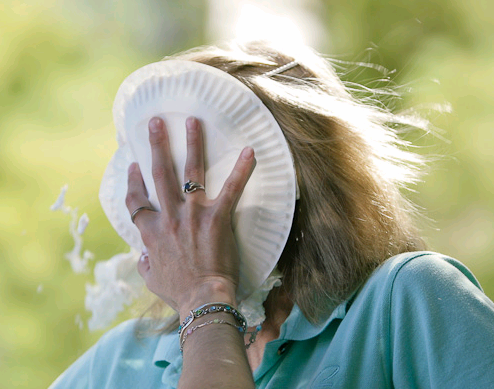
クリームを盛った紙皿の使用例

安価な使い捨ての皿としての用法以外に、遊びの範疇での玩具を作る工作の材料に使われることがある。
例えば工作少年などを対象とした工作指導書では、丸い紙皿を2枚用意して片方の糸底（皿として置いた場合に下に触れる部分）を円周状に切って中央をくりぬき、それを下としてひっくり返した紙皿をかぶせて縁を接着ないしホッチキスやセロハンテープで固定、これをフリスビーとして投げて飛ばす。
このほかにも、ストローを軸に紙を何重にも巻きながら接着して背の低い円筒をつくってストローを引き抜き、紙皿の中心にこの円筒が貫通する穴を開け、円柱を貫通させ皿の底に円筒の頭がのぞく状態で接着・固定し、皿をひっくり返して皿の底から飛び出した円筒にゴム風船をかぶせ、ストローを円筒の穴に指して風船を膨らませたら、平らな板（または床）の上に置くことで、風船に蓄えられた圧搾空気が噴出する圧力でホバークラフトのように浮上して滑走する玩具が作られる。身の回りにある加工しやすい紙の円盤として、かざぐるまやフェナキストスコープの製作などにも利用される。
また一時的に物品を載せておくためのトレイとして利用されることもある。パイ投げでは紙皿をパイに見立てこれにシェービングクリームやホイップクリームが盛り付けられ投擲される。紙皿は柔軟でもあるため、万一紙皿が衝突しても安全である。